# 波札那—朝鮮關係
波札那－朝鲜關係（英語：Botswana–North Korea relations），是指波札那共和國與朝鮮民主主義人民共和國兩國之間的關係。自從2014年2月兩國中斷外交關係以來，雙方未曾在對方首都設置過領使館。

## 歷史
波札那與北韓兩國在1974年11月27日冷戰期間建立了外交關係，博茨瓦納獨立後後首名總統塞雷茨·卡馬於1976年8月9日至13日對平壤進行了國事訪問。在訪問期間他和他的夫人會見了為他們安排宴會的朝鮮前領袖金日成。

### 雙邊合作
作為新獨立的國家，博茨瓦納的政府官員並不太樂意接受西方外籍人士的協助，且希望在某些場合被視為「不結盟」的角色。在這種環境下，有幾名北韓武術指導員在1980年代初被委託到博茨瓦納對當地的警察部隊進行徒手戰鬥訓練，然而北韓人員在抵達後不久便離開，因為他們試圖暗中煽動當地警員去違抗他們的上級，惹怒了警察處長。
2005，波札那首都嘉柏隆里的「三酋長紀念雕像」開幕，該雕像為波札那歷史上的三大部族領袖，由北韓海外事業部門萬壽臺海外開發會社興建。由於相關項目不是交給當地建築公司而是交給北韓負責，因而引起爭議。另外，博茨瓦納在2010年也試圖僱用北韓的醫療專業人員來補充自身的不足。

### 決裂
2013年，博茨瓦納政府表示對北韓的人權狀況感到關切而暫停與對方的雙邊合作。2014年2月17日，北韓人權狀況國際調查委員會發表北韓人權狀況調查委員會報告，這是聯合國首次發表關於北韓人權的綜合性調查報告。同年2月20日，博茨瓦納宣布全面終止與北韓的所有外交和領事關係。此舉使博茨瓦納成為第一個在法律上承認南韓為朝鮮半島上唯一合法政府的非洲國家。博方在譴責北韓政府的同時對北韓人民表示「衷心的同情」。博茨瓦納總統在接受南韓朝鮮日報訪問時形容北韓人權狀況“比非洲難民問題更嚴重”，無論有什麼理由，這些行為都不能合理化。
2014年10月，北韓駐聯合國代表團被指在聯合國人權理事會會議中，對博茨瓦納駐聯合國常駐代表Charles Thembani Ntwaagae發表貶低性且帶有種族歧視意味的言論：「那個黑混蛋」(that black bastard)。Ntwaagae事後回應：「我一點也不為他們可能對我投擲的任何侮辱感到困擾」，並指北韓無法反駁退休澳洲法官邁克爾·柯比和受害者提供的證詞。
2015年10月，博茨瓦納總統伊恩·卡马在首爾期間接受了韓國聯合通訊社的採訪。他宣稱基於北韓的軍事專政威脅到遠東的和平以及對人權的侵犯，博方不會考慮與北韓復交。他又對北韓的政府官員作出批評，說「北韓的領導人像是活在石器時代。」
2016年9月23日聯合國第71屆大會中，博茨瓦納副總統莫克維齊·馬西西在會上以「流氓國家」形容北韓，更表示「北韓和敘利亞缺乏尊重和遵守其承諾維護的價值觀和原則，它們不配成為這個世界組織（聯合國）的成員。」